# 臺南市政府民政局
臺南市政府民政局（簡稱臺南市民政局），2010年12月25日成立，是臺南市政府所屬的一級機關。

## 組織架構

### 局本部
- 局長
- 副局長
- 主任秘書
- 專門委員

### 內部單位
- 區里行政科
- 自治行政科
- 宗教禮俗科
- 生命事業科
- 戶政科
- 兵役徵集科
- 兵役後勤科
- 人事室
- 會計室
- 秘書室
- 政風室

### 二級單位
- 臺南市18戶政事務所
  - 臺南市新營戶政事務所
  - 臺南市永康戶政事務所
  - 臺南市安南戶政事務所
  - 臺南市府東戶政事務所
  - 臺南市府北戶政事務所
  - 臺南市府南戶政事務所
  - 臺南市歸仁戶政事務所
  - 臺南市佳里戶政事務所
  - 臺南市白河戶政事務所
  - 臺南市中西戶政事務所
  - 臺南市善化戶政事務所
  - 臺南市仁德戶政事務所
  - 臺南市麻豆戶政事務所
  - 臺南市安平戶政事務所
  - 臺南市新化戶政事務所
  - 臺南市學甲戶政事務所
  - 臺南市玉井戶政事務所
  - 臺南市官田戶政事務所
- 臺南市殯葬管理所
  - 南區殯儀館
  - 新營福園殯儀館
  - 柳營祿園殯儀館
  - 鹽水壽園殯儀館

## 重要事蹟
- 106年7月3日完成戶政組織精簡[1][2]，從原有37區戶政事務所整併為18個戶政事務所，並保留原有37個服務據點。
- 106年11月10日公告「臺南市里鄰編組及調整案」[3]，分二階段於107年1月29日及107年4月30日實施[4]，實施後全市由原有752里調整為649里，原有14,730鄰調整為9,660鄰，調整後產生76個新里名。

## 外部連結
- （繁體中文）（英文）臺南市政府民政局 （页面存档备份，存于）
- 臺南市里鄰編組及調整專區 （页面存档备份，存于）